# Далримпл, Александер
Александер Далримпл (24 июля 1737, Эдинбург — 19 июня 1808, Лондон) — британский шотландский географ и первый гидрограф из Британского адмиралтейства. Он был главным сторонником теории, что в южной части Тихого океана существует огромный неоткрытый континент, Неведомая Южная земля (Terra Australis Incognita). Он создал тысячи морских карт, впервые изобразил на картах многие моря и внёс существенный вклад в развитие безопасности судоходства. Его теория стала причиной ряда экспедиций в поисках мифической Южной земли, пока второе путешествие Джеймса Кука (1772—1775) не привело к выводу, что, если континент действительно существует, он расположен южнее 65° южной широты.
Одной из главных особенностей его теории было то, что он считал неоткрытый южный континент весьма населённым: согласно его теории, там проживало несколько десятков миллионов человек.
Составил и перевел рассказы о путешествиях испанских мореплавателей в 1770 году (в сокращенном варианте переведен в 1774 году на французский язык Анн-Франсуа-Жоахимом Фревилем).